# 西尼夫齊
49°51′20″N 25°58′18″E / 49.85556°N 25.97167°E

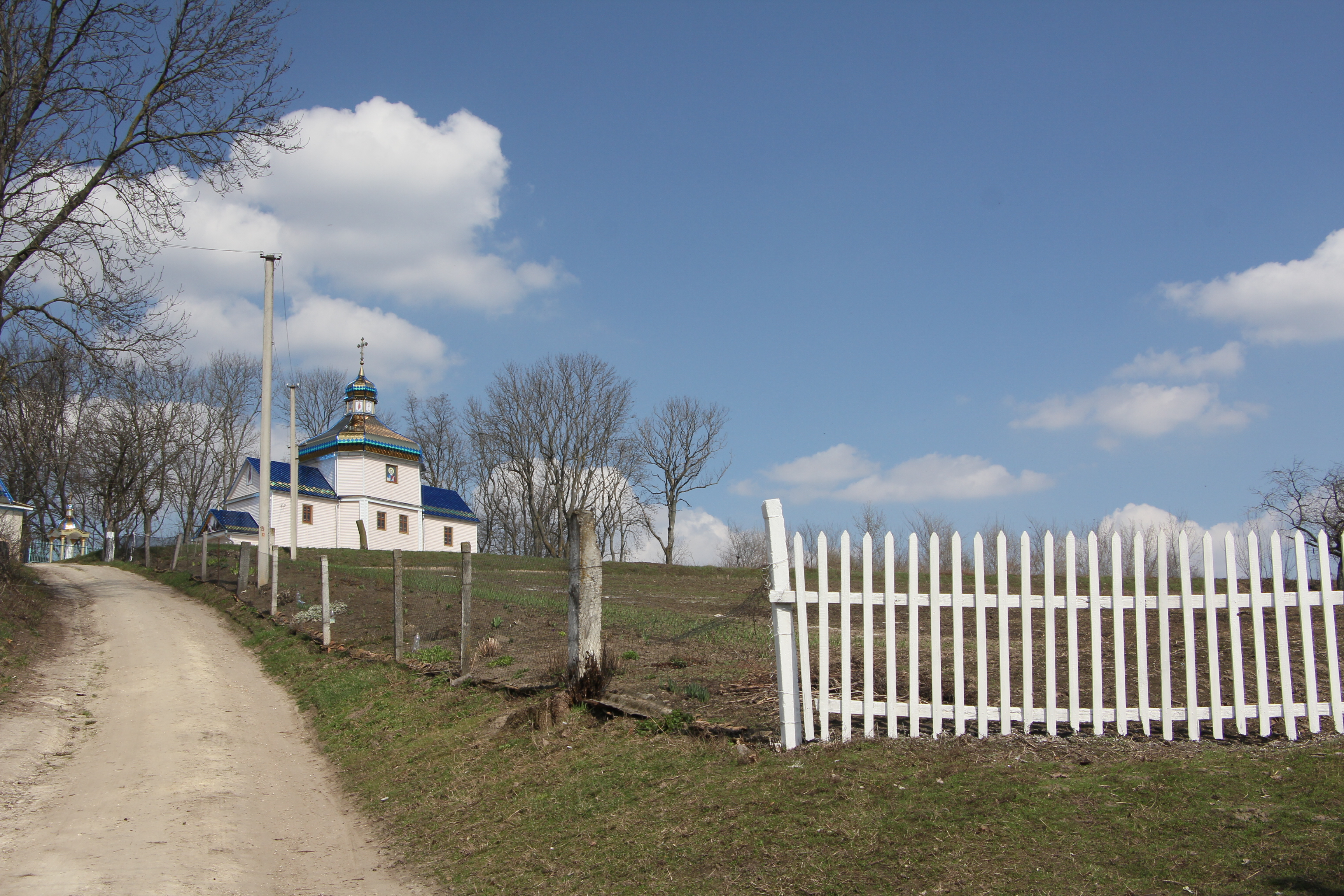

西尼夫齊（烏克蘭語：Синівці），是烏克蘭的村落，位於該國西部捷爾諾波爾州，由克列梅涅茨區負責管轄，始建於1520年，面積1.79平方公里，2001年人口361，人口密度每平方公里202.2人。